# Wojciech Borkowski
Wojciech Janusz Borkowski (ur. 21 listopada 1960 w Warszawie) – polski archeolog, popularyzator nauki.

## Życiorys
Absolwent Uniwersytetu Warszawskiego (1984). W 1994 r. uzyskał w Instytucie Etnologii i Archeologii PAN stopień doktora nauk humanistycznych na podstawie rozprawy System zagospodarowania złoża krzemieni pasiastych na polu eksploatacyjnym Krzemionki. Próba rekonstrukcji (promotor: prof. zw. dr hab. Romuald Schild). Od 1997 r. wicedyrektor Państwowego Muzeum Archeologicznego w Warszawie. W 2024 roku został powołany w skład Rady do spraw Muzeów na kadencję 2024-2027.
Członek Zarządu Oddziału Mazowieckiego Stowarzyszenia Muzealników Polskich, były prezes Oddziału Stowarzyszenia Naukowego Archeologów Polskich w Warszawie, przewodniczący komisji do spraw oświaty i popularyzacji archeologii SNAP. Członek Stowarzyszenia Artylerii Dawnej „Arsenał”. Autor kilkudziesięciu prac naukowych. Specjalność badawcza: archeologia Polski, górnictwo krzemienia, neolit. Współautor (obok Gerarda Sawickiego) programów telewizyjnych Robinsonowie i Łowcy ognia (TVP 1). Laureat Nagrody Rektora Uniwersytetu Warszawskiego oraz Nagrody im. Krzysztofa Dąbrowskiego za Popularyzację Nauki. W 2004 r. otrzymał statuetkę Przasnyskiego Koryfeusza.